# Matthias Ernst Kamp
Matthias Ernst Kamp, auch Mathias (* 23. Mai 1909 in Siegburg; † 6. Mai 1983), war ein deutscher Ökonom und Finanzwissenschaftler.

## Leben
Kamp studierte ab 1929 an der Universität Bonn, wo er 1937 bei Arthur Spiethoff mit einer Arbeit über die Die geldliche Wechsellagenlehre promoviert wurde und sich 1941 habilitierte. Er war zum 1. Mai 1933 der NSDAP beigetreten (Mitgliedsnummer 2.084.549). Nach dem Ende des Zweiten Weltkriegs wurde er 1949 oder 1950 auf den Bonner Lehrstuhl für Wirtschaftliche Staatswissenschaften berufen, den er bis zu seiner Emeritierung innehatte.

## Ehrungen
- 1977: Bundesverdienstkreuz Erster Klasse